# Arthur Adolph
Arthur Adolph (* 25. Februar 1896 in Raudten, Kreis Steinau; † 2. Juni 1956 in Berlin-Steglitz) war ein deutscher Politiker (Volksnationale Reichsvereinigung).

## Leben und Wirken
Adolph besuchte die Bürgerschule und die städtische Handelsschule im schlesischen Lauban. Anschließend durchlief er die Ausbildung im kommunalen Verwaltungsdienst. Von 1915 bis 1921 arbeitete Adolph als Büroangestellter und Beamter bei den Stadtverwaltungen von Rastenburg, Bartenstein und Heiligenbeil. In Bartenstein betätigte er sich auch als stellvertretender Amtsanwalt im Anschluss an seine hauptamtliche Tätigkeit in der christlich-nationalen Gewerkschaftsbewegung.
Im Januar 1930 übernahm Adolph das Amt des Sekretärs des Verbandes der Kommunalbeamten und -angestellten Preußens bzw. des Reichsbundes der Kommunalbeamten und -angestellten Deutschlands. Ferner war er bis zu diesem Zeitpunkt Mitglied des Verwaltungsrates der Reichsanstalt für Arbeitsvermittlung und Arbeitslosenversicherung und des Kuratoriums der staatlichen Fachschule für Wirtschaft und Verwaltung in Berlin.
Adolph war Mitbegründer der Volksnationalen Reichsvereinigung. Bei der Reichstagswahl vom September 1930 zog er auf Reichswahlvorschlag der Deutschen Staatspartei (DStP) in den Reichstag ein, dem er bis zur Wahl vom Juli 1932 angehörte. Er verließ die Fraktion der DStP bereits wieder am 7. Oktober 1930 gemeinsam mit den anderen Abgeordneten der Volksnationalen Reichsvereinigung.

## Schriften
- Die neue Tarifordnung für Angestellte im öffentlichen Dienst, Berlin 1938. (3 weitere Auflagen 1939, 1940 und 1942)